# 133-я крепостная дивизия (вермахт)
133-я крепостная дивизия (нем. 133. Festungs-Division) — тактическое соединение сухопутных войск нацистской Германии периода Второй мировой войны.

## Формирование и боевой путь
Сформирована в начале 1944 года на острове Крит на базе развёртывания крепостной бригады «Крит» (нем. Festungs-Brigade Kreta), расформирована в начале 1945 года (сдалась британским войскам).
На 1 мая 1944 года в составе дивизии насчитывалось 8931 человек: офицеров — 228, служащих — 37, унтер-офицеров — 1465, рядовых — 5992, хиви — 1209.

## Состав дивизии
- 212-й танковый батальон (Panzer-Abteilung 212)[a]
- 733-й пехотный полк (Grenadier-Regiment 733)[2]
- 746-й пехотный полк (Grenadier-Regiment 746)
- 619-й артиллерийский полк (Artillerie-Regiment 619) — 3 батальона
- 133-е дивизионное подразделение (Divisionseinheiten 133)

## Командиры
- генерал-майор Кристиан Витштатт (1 февраля 1944 — 15 марта 1944)
- генерал-лейтенант Эрнст Клепп (15 марта 1944 — 9 октября 1944)
- генерал-майор Ганс-Георг Бентак (9 октября 1944 — январь 1945)